# Cocoreni
Cocoreni – wieś w Rumunii, w okręgu Gorj, w gminie Bâlteni. W 2011 roku liczyła 1208 mieszkańców.